# Walter Bodneck
Walter Bodneck (russisch Вальтер Боднек; * 17. Dezember 1885 in Pskow; † unbekannt) war ein russischer Sportschütze. 

## Karriere
Walter Bodneck belegte bei den Olympischen Spielen 1912 im Trap-Schießwettkampf den 36. Platz.